# Free Fall (court métrage)
Pour les articles homonymes, voir Free Fall (homonymie).
 (octobre 2021).
La mise en forme du texte ne suit pas les recommandations de Wikipédia : il faut le « wikifier ».
Les points d'amélioration suivants sont les cas les plus fréquents. Le détail des points à revoir est peut-être précisé sur la page de discussion.
- Les titres sont pré-formatés par le logiciel. Ils ne sont ni en capitales, ni en gras.
- Le texte ne doit pas être écrit en capitales (les noms de famille non plus), ni en gras, ni en italique, ni en « petit »…
- Le gras n'est utilisé que pour surligner le titre de l'article dans l'introduction, une seule fois.
- L'italique est rarement utilisé : mots en langue étrangère, titres d'œuvres, noms de bateaux, etc.
- Les citations ne sont pas en italique mais en corps de texte normal. Elles sont entourées par des guillemets français : « et ».
- Les listes à puces sont à éviter, des paragraphes rédigés étant largement préférés. Les tableaux sont à réserver à la présentation de données structurées (résultats, etc.).
- Les appels de note de bas de page (petits chiffres en exposant, introduits par l'outil «  Source ») sont à placer entre la fin de phrase et le point final[comme ça].
- Les liens internes (vers d'autres articles de Wikipédia) sont à choisir avec parcimonie. Créez des liens vers des articles approfondissant le sujet. Les termes génériques sans rapport avec le sujet sont à éviter, ainsi que les répétitions de liens vers un même terme.
- Les liens externes sont à placer uniquement dans une section « Liens externes », à la fin de l'article. Ces liens sont à choisir avec parcimonie suivant les règles définies. Si un lien sert de source à l'article, son insertion dans le texte est à faire par les notes de bas de page.
- La présentation des références doit suivre les conventions bibliographiques. Il est recommandé d'utiliser les modèles {{Ouvrage}}, {{Chapitre}}, {{Article}}, {{Lien web}} et/ou {{Bibliographie}}. Le mode d'édition visuel peut mettre en forme automatiquement les références.
- Insérer une infobox (cadre d'informations à droite) n'est pas obligatoire pour parachever la mise en page.

Pour une aide détaillée, merci de consulter Aide:Wikification.
Si vous pensez que ces points ont été résolus, vous pouvez retirer ce bandeau et améliorer la mise en forme d'un autre article.
 (août 2025).
Il peut être nécessaire de l'améliorer pour respecter le principe de neutralité de point de vue. Veuillez consulter la page de discussion pour plus de détails.

Free Fall est un court métrage dramatique français réalisé par Emmanuel Tenenbaum, écrit par Guillaume Fournier et produit par Zangro, sorti en 2021. Inspiré d'une histoire vraie (relatée dans le livre Swimming With Sharks de Joris Luyendijk), Free Fall est une plongée dans le milieu du trading et de la finance.

## Synopsis
Tom est trader dans une banque londonienne, mais ses résultats en baisse mois l'ont placé sur la sellette. Lorsque le 11 septembre 2001 le premier avion percute le World Trade Center, Tom, persuadé qu'il s'agit d'une attaque terroriste et pas d'un simple accident, se lance dans le plus gros trade de sa vie.

## Fiche technique
- Titre original : Free Fall
- Genre : Fiction
- Format : Court-métrage
- Durée : 19 minutes
- Langue : Anglais
- Sous-titrage : Français & Anglais
- Pays de production : France
- Année de production : 2021
- N° RCA : 153.870
- N° de visa et date : 153.870 du 7 janvier 2021
- Format : Scope 2:39
- Procédé : Couleurs
- Son : Stéréo
- Format de tournage : UHD
- Formats de projection : DCP, ProRes, h264, DVD
- Réalisateur : Emmanuel Tenenbaum
- Scénario : Guillaume Fournier, avec la collaboration d’Emmanuel Tenenbaum
- Inspiré du livre « Swimming with Sharks » de Joris Luyendijk
- Producteur : Zangro - BIEN OU BIEN PRODUCTIONS
- Responsable production exécutive : Laetitia Stoffel
- Directeur de production : Rachid Aït-Ali
- Producteur exécutif : Ali Niknam
- Scripte : Pierre Cazeaux
- Directrices de casting : Sophie Holland CSA, Faye Timby
- Directeur de la photographie : Antoine Roch - AFC
- Son (ingénieur son / monteur son / mixeur) : Thierry Ducos
- Cheffe décoratrice : Catherine Mananes
- Cheffe costumière : Pauline Berland
- Cheffes maquilleuses/coiffeuses : Charlotte Leclerre, Awara Gomis
- Régisseur général : Jérémy Pages
- Chef électricien : Michaël Radke
- Chef machiniste : Julien Monneret
- Chef monteur image : Jean-Baptiste Guignot
- VFX : Pierre Stragier
- Étalonneur : Réginald Galienne
- Musique originale : Mathieu Robineau et Jean-François Côté
- Traduction : Felicity Davidson

## Distribution
- Aaron Skovell
- Jason McNalley
- Andrew Omalley
- Yan Moussu
- Robin Pailler
- Amre Sawah

## Sortie
La bande-annonce du film sort le 6 avril 2021 sur YouTube et Vimeo. Le film, après sa sortie en festivals, est diffusé pour la première fois le 12 septembre 2021 sur la chaîne France 2 du groupe France Télévisions.

## Distinctions et récompenses
Free Fall remporte 15 prix, reçoit deux nominations ; une pour le Prix Unifrance du Court-Métrage 2021 et une au festival Hofer Filmtage en Allemagne. Le film est sélectionné dans 32 festivals à travers le monde.

### Prix en Festivals
- Grand Prix au Festival Regard 2021 au Canada[5].
- Grand Prix au Festival du Film de Contis 2021 en France[6].
- Grand Prix au Festival International du Court-Métrage Sapporo au Japon[7].
- Premier Prix du Meilleur Réalisateur au Festival International de Rhode Island 2021 aux États-Unis[8].
- Prix du Public en Compétition Européenne au Festival Alcine 2021 en Espagne[9].
- Prix du Meilleur Réalisateur au Nòt Film Festival 2021 en Italie[10].
- Prix du Public au Festival Européen de Lille 2021 en France[11].
- Prix du Public en Compétition Européenne au Festival Fenêtres sur Court 2021 en France[12].
- Prix du Meilleur Court-Métrage au Festival Les Rimbaud du Cinéma 2021 en France[13].
- Prix du Public au Festival International War on Screen 2021 en France[14].
- Prix du Meilleur Court-Métrage au Festival Images en Vue 2021 en France[15].
- Prix du Public au Festival International du Film Français Colcoa à Hollywood[16].
- Prix du Public au Festival Alcine 50 en Espagne[17].
- Prix du Public en Compétition Européenne au Festival Fenêtres sur Court en France[18].
- Prix du Meilleur Court-Métrage au Festival de Cinéma Du Grain à Démoudre[19].

### Sélections

#### France
- Festival du cinéma européen de Lille 2021[20]
- Prix UniFrance du Court-Métrage 2021[21]
- War on Screen - Festival International de Cinéma 2021[22]
- Festival International de Contis 2021[23]
- Festival international du film de Nancy 2021[24]
- Fenêtres sur Courts - Festival international du court-métrage de Dijon 2021[25]
- Off-Courts Trouville - “Made in Trouville” (Hors Compétition) 2021[26]
- Festival du Film Court en Armagnac 2021
- Festival du grain à démoudre de Gonfreville-l'Orcher 2021 au Havre
- Festival Rimbaud du Cinéma 2021 à Martigues
- Festival International du Court-Métrage de Troyes 2021
- Festival Paris Court Devant 2021

#### Monde
- Festival REGARD 2021, soutenu par Unifrance (Canada)[27]
- Motovun Film Festival 2021 (Croatie)[28]
- NÓT FILM FEST 2021 (Italie)[29]
- Flickers’ Rhode Island International Film Festival 2021 (USA)[30]
- Show Me Shorts Film Festival 2021 (Nouvelle-Zélande)[31]
- Belfast Film Festival 2021 (Irlande)
- Kaohsiung Film Festival (KFF) 2021 (Taiwan)[32]
- Festival Courts d’un soir 2021 (Canada)[33]
- Bengaluru International Short Film Festival 2021 (Inde)[34]
- HollyShorts Film Festival 2021 (USA)[35]
- Hof International Film Festival 2021 (Allemagne)
- Santa Fe Independent FIlm Festival 2021 (USA)
- Sapporo International Short Film Festival 2021 (Japon)[36]
- Festival COLCOA 2021 (USA)[37]
- San Jose International Short Film Festival 2021 (USA)[38]
- ALCINE 50 - Festival de Cine de Alcalá de Henares 2021 (Espagne)
- Lake County Film Festival 2021 (USA)[39]
- Festival du Film Français en République Tchèque 2021 (République Tchèque)
- Festival "Un mes corto" 2021 (Uruguay)
- Shortcutz Amsterdam 2021 (Pays-Bas)
- Festival Images en Vue 2021 (Canada)
- Las Cruces International Film Festival 2021 (États-Unis)